# Jiggly Caliente
Jiggly Caliente   (Laguna, 29 de novembre de 1981 - San Pedro, 27 d'abril de 2025) va ser una intèrpret drag, cantant i actriu filipina més coneguda per competir a la quarta temporada de RuPaul's Drag Race, la sisena temporada de RuPaul's Drag. Race All Stars, per jutjar Drag Race Philippines, i pel seu paper recurrent com a Veronica Ferocity a la sèrie FX Pose. Va llançar el seu àlbum debut, THOT Process el 9 de març de 2018. El 2020, va coorganitzar Translation, el primer programa de tertúlies d'una xarxa important organitzat per un repartiment totalment trans.

## Biografia
Caliente va néixer a San Pedro, Laguna, Filipines. A primer de primària, va ser expulsada de l'escola per haver apunyalat un assetjador a la mà amb un llapis. Es va traslladar a Amèrica el 1991 als 10 anys amb la seva mare i el seu germà i va viure a Sunnyside, Queens, Nova York. Va sortir a l'escola secundària amb la seva difunta mare, i la seva mare drag és Chevelle Brooks. El seu nom drag es basa en el Pokémon Jigglypuff, i el seu nom original drag era Jiggly Puff.
Es va anunciar que Caliente era un dels tretze concursants de la quarta temporada de RuPaul's Drag Race el 13 de novembre de 2011. Va quedar vuitena a la general, sent eliminada en una sincronització de llavis per Willam, setè classificat. Va estar en imatges d'arxiu al final de la temporada 5 i va fer una aparició al final en directe de la sisena temporada, on va fer una pregunta a l'espectador a Bianca Del Rio.
Fora de Drag Race, es pot veure a l'inici dels premis NewNowNext 2012. La seva carrera d'actriu va començar el 2015 quan va interpretar un paper a la final de la segona temporada de Broad City com a propietaria d'una botiga. Va ser una de les trenta drag queens que van aparèixer a l'actuació de Miley Cyrus al VMA del 2015. El 2016, va estar a l'episodi pilot de Search Party. El 2017, va fer un paper amb els exalumnes de Drag Race Bob The Drag Queen, Katya i Detox en un episodi del final de temporada de Playing House. Va jugar un partit com a cantant de suport al vídeo musical de Bob The Drag Queen i "Yet Another Dig" d'Alaska. Va interpretar el personatge de Veronica a Pose, apareixent en els episodis sisè i vuitè de la primera temporada. Més tard va confirmar que tornaria per a més episodis de la segona temporada de Pose, a Bootleg Fashion Photo Review, i la sèrie web de Drag Race alum Yuhua Hamasaki.
El 2020, Jiggly Caliente va coorganitzar Translation, el primer programa de tertúlies d'una xarxa important organitzat per un repartiment totalment trans.
El 26 de maig de 2021, es va anunciar que seria una de les 13 reines que tornaren a la sisena temporada de RuPaul's Drag Race: All Stars. Va ser eliminada en el segon episodi, ocupant-se en la dotzena posició general.
És jutge principal de la primera temporada de Drag Race Philippines, que es va estrenar el 17 d'agost de 2022. Caliente va sortir públicament com a transgènere el 2016.